# My Woman
My Woman je třetí studiové album americké zpěvačky Angel Olsen. Vydáno bylo v září roku 2016 společností Jagjaguwar a na jeho produkci spolu se zpěvačkou pracoval Justin Raisen, přičemž částečně se na ní podílel také Lawrence Rothman. Album bylo nahráno ve studiu Vox Studios v Los Angeles. Ke třem písním z alba, konkrétně „Intern“, „Shut Up Kiss Me“ a „Sister“, byly natočeny videoklipy.

## Seznam skladeb
Autorkou všech skladeb je Angel Olsen.
1. Intern – 2:46
2. Never Be Mine – 3:41
3. Shut Up Kiss Me – 3:22
4. Give It Up – 2:56
5. Not Gonna Kill You – 4:57
6. Heart Shaped Face – 5:32
7. Sister – 7:45
8. Those Were the Days – 4:19
9. Woman – 7:37
10. Pops – 4:41